# حمله گران ساسو
حمله گران ساسو (انگلیسی: Gran Sasso raid) یا عملیات اوک (بلوط)، در سپتامبر ۱۹۴۳ عملیات چتربازان آلمانی و کماندوهای وافن اس‌اس برای فرار از زندان دیکتاتور مخلوع فاشیست بنیتو موسولینی از بازداشت در توده‌کوه گران ساسو دیتالیا انجام شد. عملیات هوابردی شخصاً به دستور آدولف هیتلر، توسط ژنرال کورت اشتودنت تأیید و توسط سرگرد هارالد مورس طراحی و اجرا شد.